# Inundações na Coreia do Sul em 2022

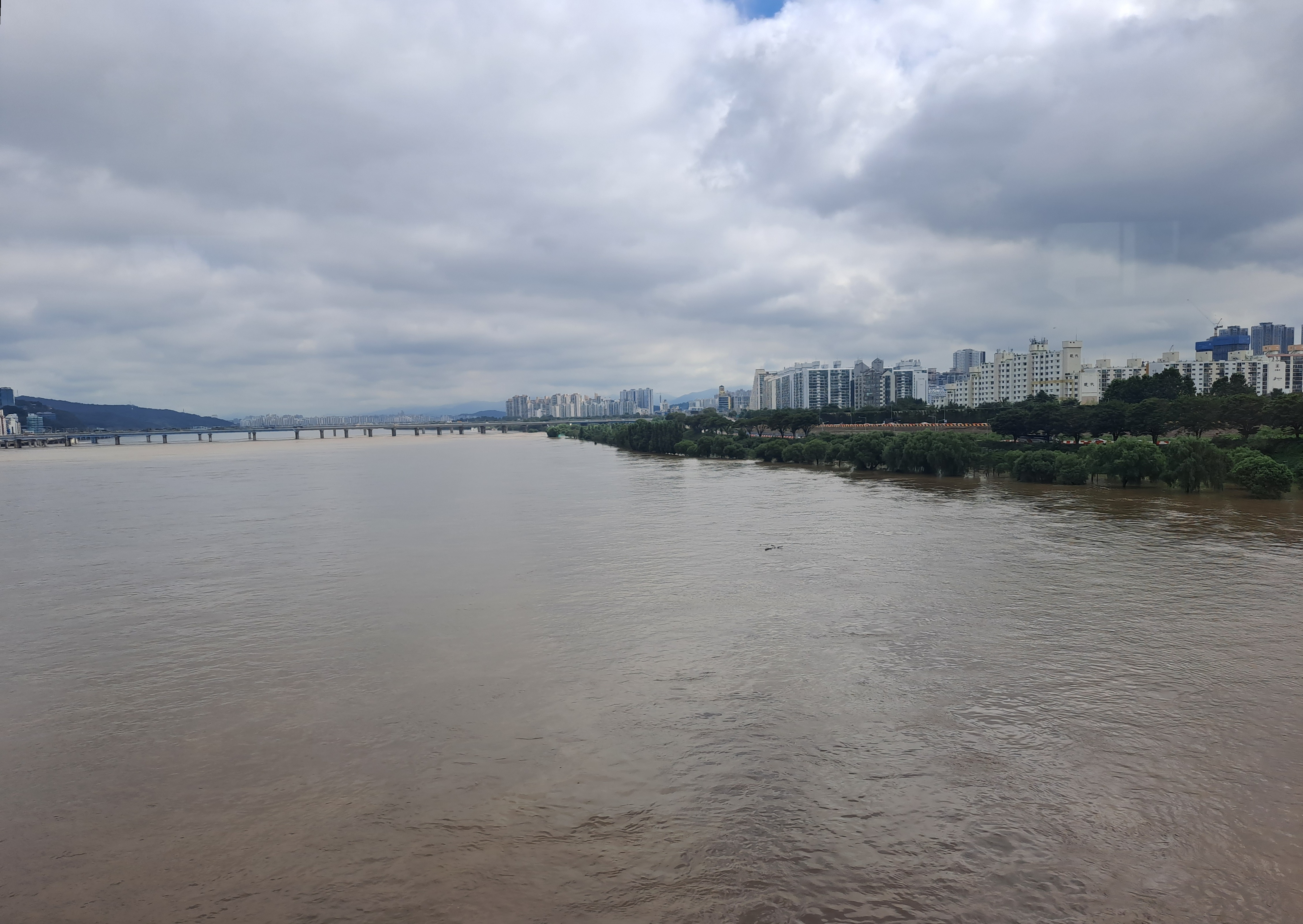
Em 10 de agosto de 2022, o rio Han inchou devido a chuvas torrenciais.

Em 8 de agosto de 2022, inundações em grande escala atingiram a capital sul-coreana de Seul e áreas vizinhas. Foi precedido pela maior chuva em 80 anos. 2.800 edifícios foram danificados e pelo menos 9 pessoas foram mortas. 163 pessoas em Seul ficaram desabrigadas. 50 cidades e vilas receberam avisos de deslizamento de terra. Os cortes de energia foram generalizados. O presidente Yoon Suk Yeol alertou o público sobre mais chuvas. A maior chuva registrada foi de 17 polegadas (43cm) no distrito de Dongjak, em Seul.

## Resposta
Muitas celebridades doaram dinheiro para ajudar os esforços de socorro através da Hope Bridge Korea Disaster Relief Association e do Seoul Community Chest of Korea (Seoul Fruit of Korea), incluindo; Hong Soo-hyun, Im Si-wan, Jinyoung, Kim Hei-sook, Kim Hye-soo, Kim Jin-woo, Yoo Byung-jae, Kang Tae-oh, Lee Young-ji, Yoon Se-ah, Psy, Arin, Kang Seung-yoon, Yoo Jae-suk, Kim Go-eun e Han Ji-min.